# Lengerich (Emsland)

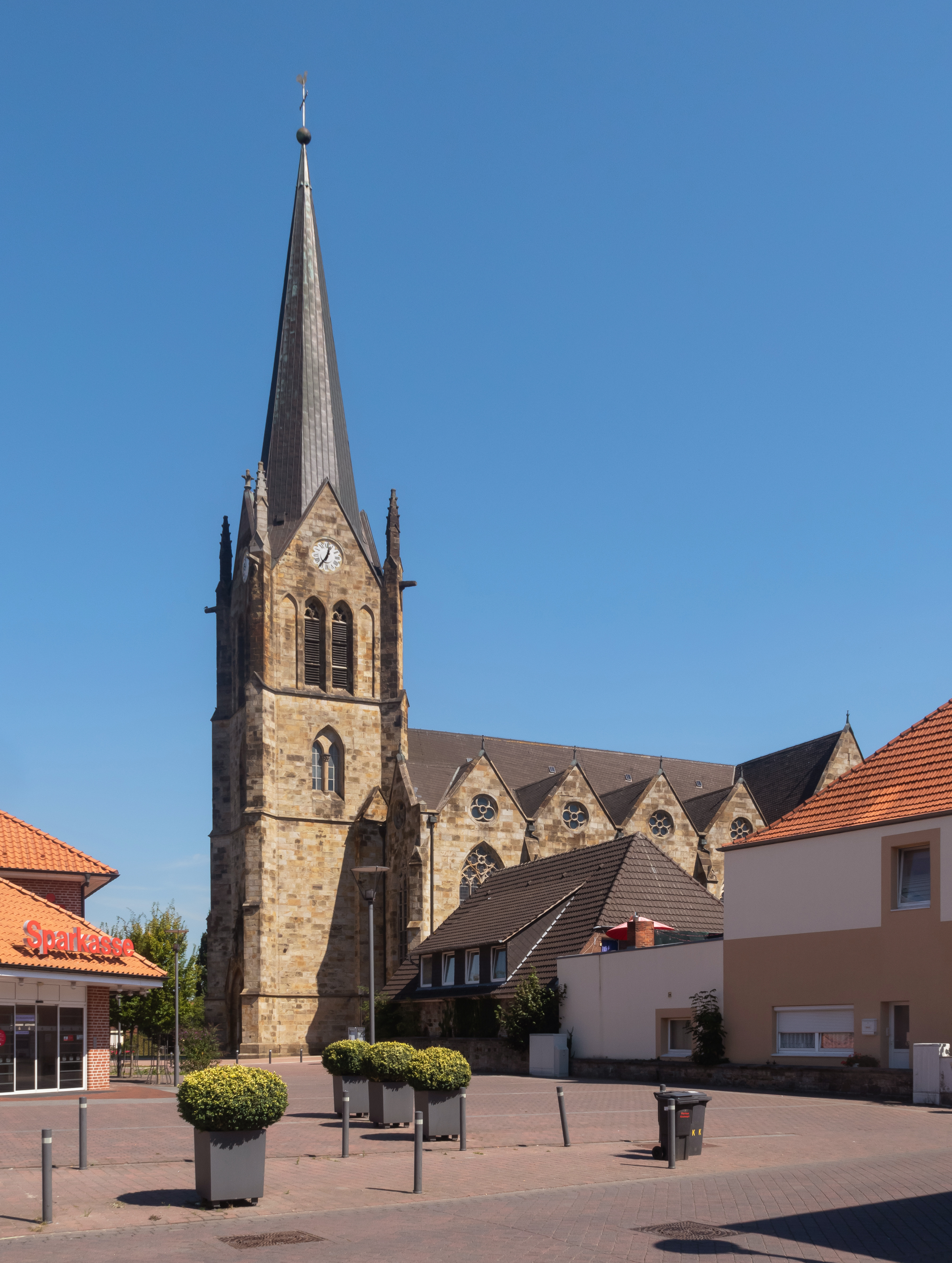
Kerk: de Sankt Benedict Kirche

De gemeente Lengerich is de grootste gemeente in de Samtgemeinde Lengerich in het landkreis Eemsland in de Duitse deelstaat Nedersaksen. De gemeente telt 2.704 inwoners.
Lengerich wordt, ter onderscheiding van de gelijknamige plaats in het Teutoburger Woud, ook wel Lengerich an der Wallage genoemd.
Voor meer informatie, zie Samtgemeinde Lengerich.
- Gemeinsame Normdatei: 4242552-9
- MusicBrainz: bf9cf5c5-93e8-4cf5-acc5-44197934d5a3
- Virtual International Authority File: 240785488

Andervenne ·
Bawinkel ·
Beesten ·
Bockhorst ·
Börger ·
Breddenberg ·
Dersum ·
Dohren ·
Dörpen ·
Emsbüren ·
Esterwegen ·
Freren ·
Fresenburg ·
Geeste ·
Gersten ·
Groß Berßen ·
Handrup ·
Haren (Ems) ·
Haselünne ·
Heede ·
Herzlake ·
Hilkenbrook ·
Hüven ·
Klein Berßen ·
Kluse ·
Lähden ·
Lahn ·
Langen ·
Lathen ·
Lehe ·
Lengerich ·
Lingen ·
Lorup ·
Lünne ·
Meppen ·
Messingen ·
Neubörger ·
Neulehe ·
Niederlangen ·
Oberlangen ·
Papenburg ·
Rastdorf ·
Renkenberge ·
Rhede ·
Salzbergen ·
Schapen ·
Sögel ·
Spahnharrenstätte ·
Spelle ·
Stavern ·
Surwold ·
Sustrum ·
Thuine ·
Twist ·
Vrees ·
Walchum ·
Werlte ·
Werpeloh ·
Wettrup ·
Wippingen